# 興聖寺 (京都市)
興聖寺（こうしょうじ）は、京都市上京区にある臨済宗興聖寺派の本山の寺院。山号は円通山。本尊は釈迦如来。古田織部にゆかりがあることから「織部寺」とも呼ばれる。

## 歴史
慶長8年（1603年）に妙満寺・日重上人の弟子である虚応円耳（姓は斎藤）が、法華（日蓮）宗の教えを広めるために東隣の大応寺（天正14年（1586年）に虚応が創建）から移って創建した。創建時は「興正寺」といった。現在、茶人・古田織部との関係がいわれているが、織部の妻セン（中川清秀妹）が隠棲した北野天満宮隣りの青霄院がセンの死後移転して同寺の塔頭となり、その後、豊後国岡藩の家老・古田家が織部と子らの墓を建てた関係で、昭和になってから「織部寺」と呼ばれるようになった。これは当時の住職・日種譲山の働きかけによるものである。織部は大徳寺住持・春屋宗園に参禅しており、日蓮宗の虚応に開基を頼むわけもなく、当寺と織部との関係を示す記録は一切ない。
江戸時代の初期に後陽成上皇及び後水尾天皇の勅願所となった。
元禄14年（1701年）に日蓮宗より禅宗寺院となる。また、塔頭も数十か寺を数えるほどであったという。
天明8年（1788年）の天明の大火で仏殿（現・本堂）を残して全焼したが、その後再興された。
1887年（明治20年）に臨済宗相国寺派に所属を変えるが、1953年（昭和28年）に臨済宗興聖寺派の本山として独立している。
絵師・曾我蕭白とその一族の菩提寺でもある。

## 境内
- 本堂 - 元禄2年（1689年）再建。もともとは仏殿であったが、天明の大火以後は法堂も兼ねるようになり本堂となった。本尊・釈迦三尊像のほか、愛宕神社旧本地仏の地蔵菩薩像（勝軍地蔵）、藤堂高虎寄進と伝える達磨像などを安置する[1]。
- 庫裏
- 方丈 - 杏橋幹彦による海中写真を襖絵にした「青波の襖」がある。
- 庭園 - 池泉回遊式庭園。
- 涅槃堂
- 茶室「雲了庵」 - 織部の院号をとって名付けられた。
- 茶室「青松庵」 - 織部の妻の院号をとって名付けられた。
- 開山堂
- 東山天皇皇女福宮の墓
- 古田織部夫妻の墓。
- 曾我蕭白の墓
- 土蔵 - 一切経が収められている。
- ふれあい堂
- 山門
- 総門

## 文化財

### 重要文化財
- 紙本墨画 寒山拾得図 - 曾我蕭白筆。
- 絹本著色 兜率天曼荼羅図